# Cmentarz żydowski w Krośnie Odrzańskim
Cmentarz żydowski w Krośnie Odrzańskim – znajdował się przy ulicy Kościuszki. Nie wiadomo dokładnie kiedy został założony. Obecnie na terenie nieistniejącego cmentarza znajduje się blok mieszkalny. Miał powierzchnię 0,25 ha. Nie zachowały się żadne nagrobki.